# 毛罗·博诺米
毛罗·博诺米（義大利語：Mauro Bonomi，1972年8月23日—），意大利男子足球运动员，司职后卫。他曾代表意大利国奥队参加1992年夏季奥林匹克运动会足球比赛，获得第七名。

## 职业生涯
博诺米的职业生涯始于1990年，当时他在意乙球队克雷莫纳效力。次年，他随“灰红军团”（grigiorossi）征战意甲，并于1991年9月1日对阵热那亚的比赛中完成顶级联赛首秀（热那亚2-0获胜）。
1992年，博诺米转会至拉齐奥，并于同年8月26日迎来首秀。在对阵阿斯科利的比赛中，拉齐奥以4-0获胜。起初，他在拉齐奥后防线占据主力位置，但在1994/95赛季，由于阿莱桑德罗·内格罗和亚历山德罗·内斯塔的崛起，他的出场机会大幅减少，因此决定于次年转投卡利亚里。
随后，他随切塞纳降入意乙，并在1997年夏天重返意甲，加盟博洛尼亚。然而，他在埃米利亚球队仅出场一次便与俱乐部发生矛盾，转会至都灵，征战意乙。在都灵的第三个赛季，他随队升入意甲，但仍选择留在意乙，转投那不勒斯。三年后，由于那不勒斯破产并降入意丙一（Serie C1），他转会至卡坦扎罗。2006年，他在球队拉文纳结束了职业生涯。